# Prärieprovinzen

Die Lage der drei Prärieprovinzen in Kanada

Prärieprovinzen (englisch Prairie Provinces, Canadian Prairies oder the Prairies; französisch Provinces des Prairies oder Prairies canadiennes) ist eine zusammenfassende Bezeichnung für die kanadischen Provinzen Alberta, Saskatchewan und Manitoba, die die Region der kanadischen Prärien abdecken. Zusammen mit British Columbia werden diese dann als Westkanada bezeichnet.
Das Gebiet zählt durch Getreidebau und die Haltung von Rinderherden zu den wichtigsten landwirtschaftlichen Regionen der Welt. In Alberta hat die Erdölförderung mittlerweile den Getreideanbau in der Bedeutung überholt.